# 1777 в Україні

## Особи

### Народились
- Алфьоров Микола Федорович (1777—1842) — український культурний діяч, архітектор, гравер, художник, письменник.
- Андрієвський Юхим Іванович (1777—1840) — лікар і медичний діяч українського походження, ляйбмедик, доктор медицини та хірургії.
- Борзенков Дмитро Семенович (1777—1830) — філолог, перекладач; професор російської словесності.
- Вітковський Іван Матвійович (1777—1844) — український педагог, скрипаль, диригент, композитор, підприємець.
- Галеновський Яків Андрійович (1777—1815) — військовий, державний службовець, письменник.
- Глоговський Юрій Якович (1777—1838) — польський художник, архітектор, етнограф.
- Гоголь-Яновський Василь Панасович (1777—1825) — український письменник, батько письменника Миколи Гоголя.
- Давидов Степан Іванович (1777—1825) — український композитор, капельмейстер, педагог.
- Зубрицький Денис Іванович (1777—1862) — український історик, етнограф, архівіст, член-кореспондент Археографічної комісії при Петербурзькій академії наук, член-кореспондент Петербурзької академії наук (1855).
- Ян-Непомуцен Камінський (1777—1855) — польський актор, режисер і драматург.
- Рачинський Гаврило Андрійович (1777—1843) — український скрипаль-віртуоз, гітарист і композитор.
- Сківський Іван (1777—1850) — чернець-василіянин.
- Сулима Микола Семенович (1777—1840) — український шляхтич, військовий та державний діяч, граф Російської імперії.

### Померли
- Ґалаґан Григорій Гнатович (1716—1777) — український політичний діяч, Прилуцький полковник у 1739—1763 роках.
- Сильвестр (Рудницький) — єпископ Української Греко-Католицької Церкви; з 8 травня 1750 року — єпископ Луцький і Острозький.
- Саблучок Іван Семенович (1735—1777) — маляр-портретист і педагог.

## Засновані, створені
- Балабине
- Бендюгівка
- Благодатне (Амвросіївський район)
- Богданівка (Павлоградський район)
- Дякове
- Єсаулівка
- Олексіївка (Бобринецький район)
- Пантазіївка
- Вознесенська церква (Уланів)
- Храм Воздвиження Хреста Господнього (Солгутове)
- Церква святого Іоана Богослова (Штунь)